# Kostelec, Tachov
Kostelec là một làng thuộc huyện Tachov, vùng Plzeňský, Cộng hòa Séc.

## Tập ảnh

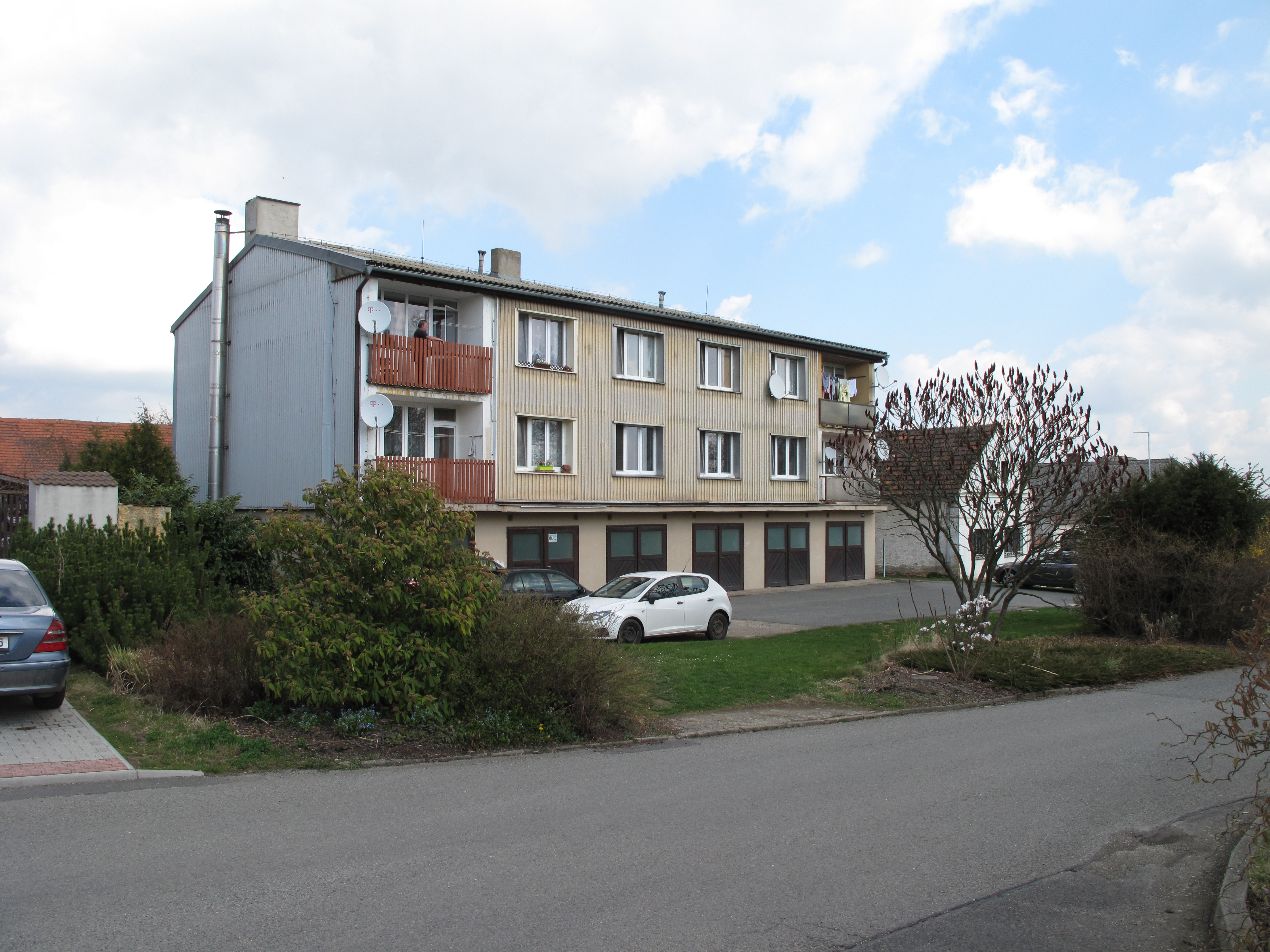
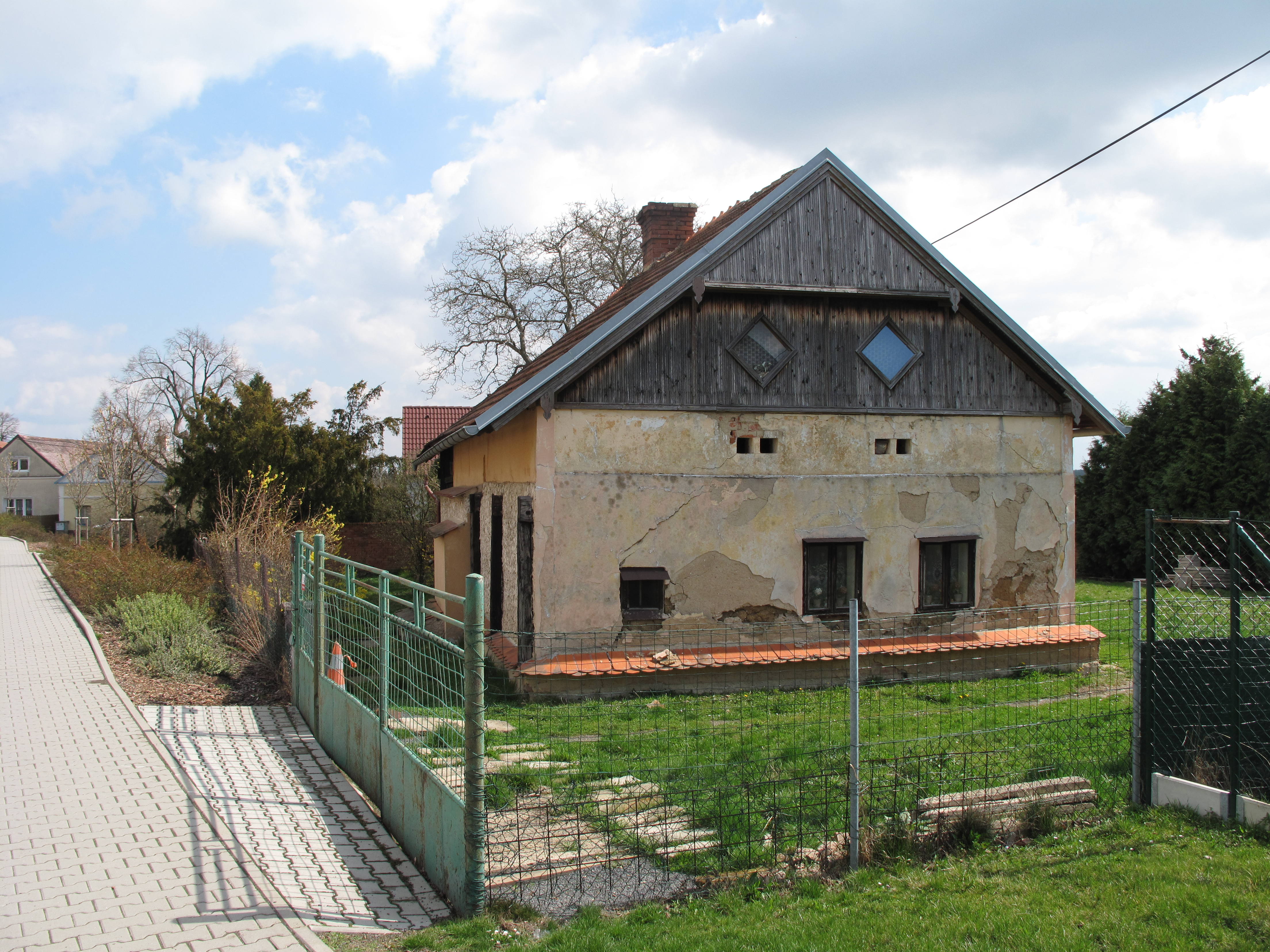
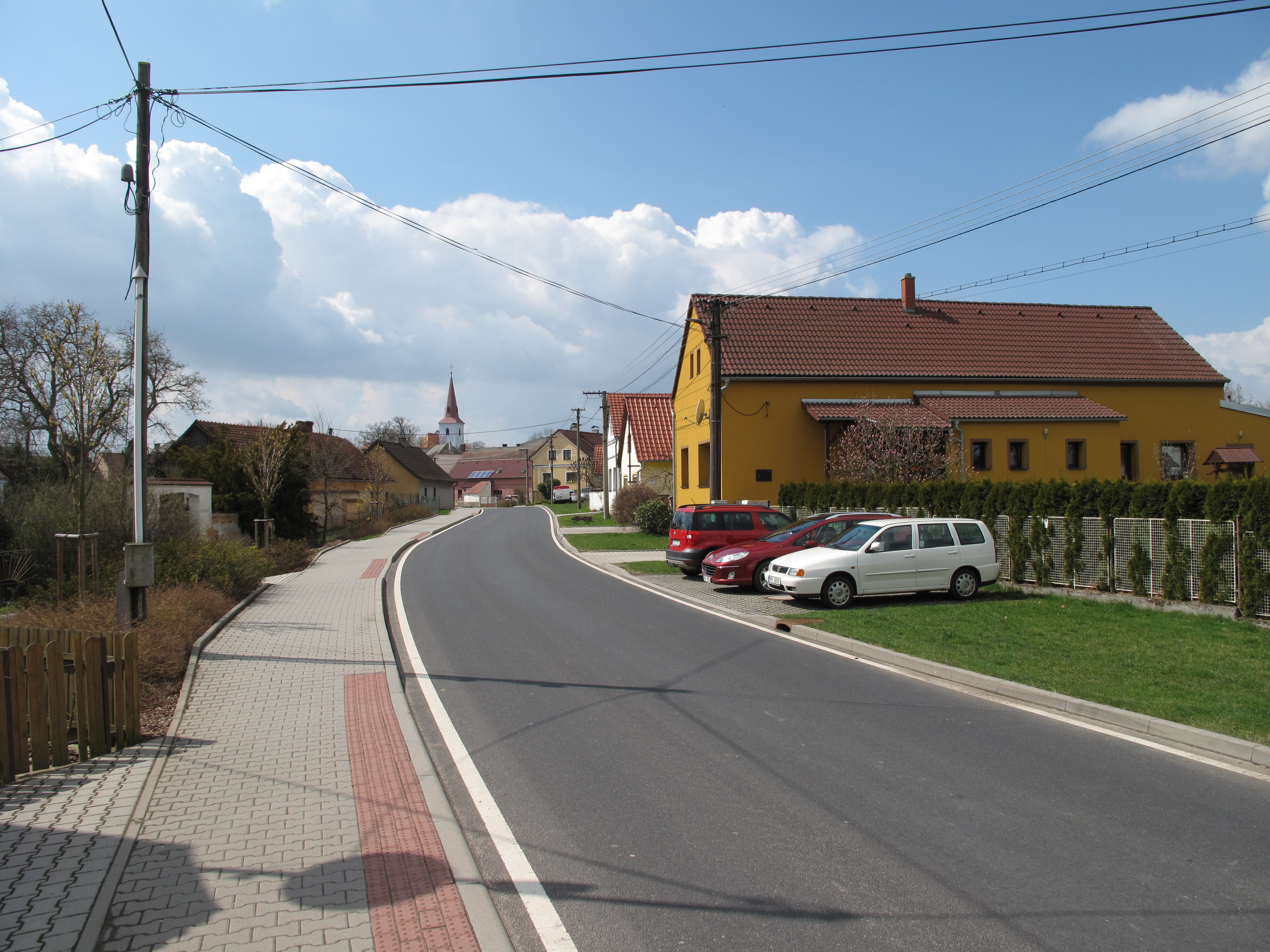
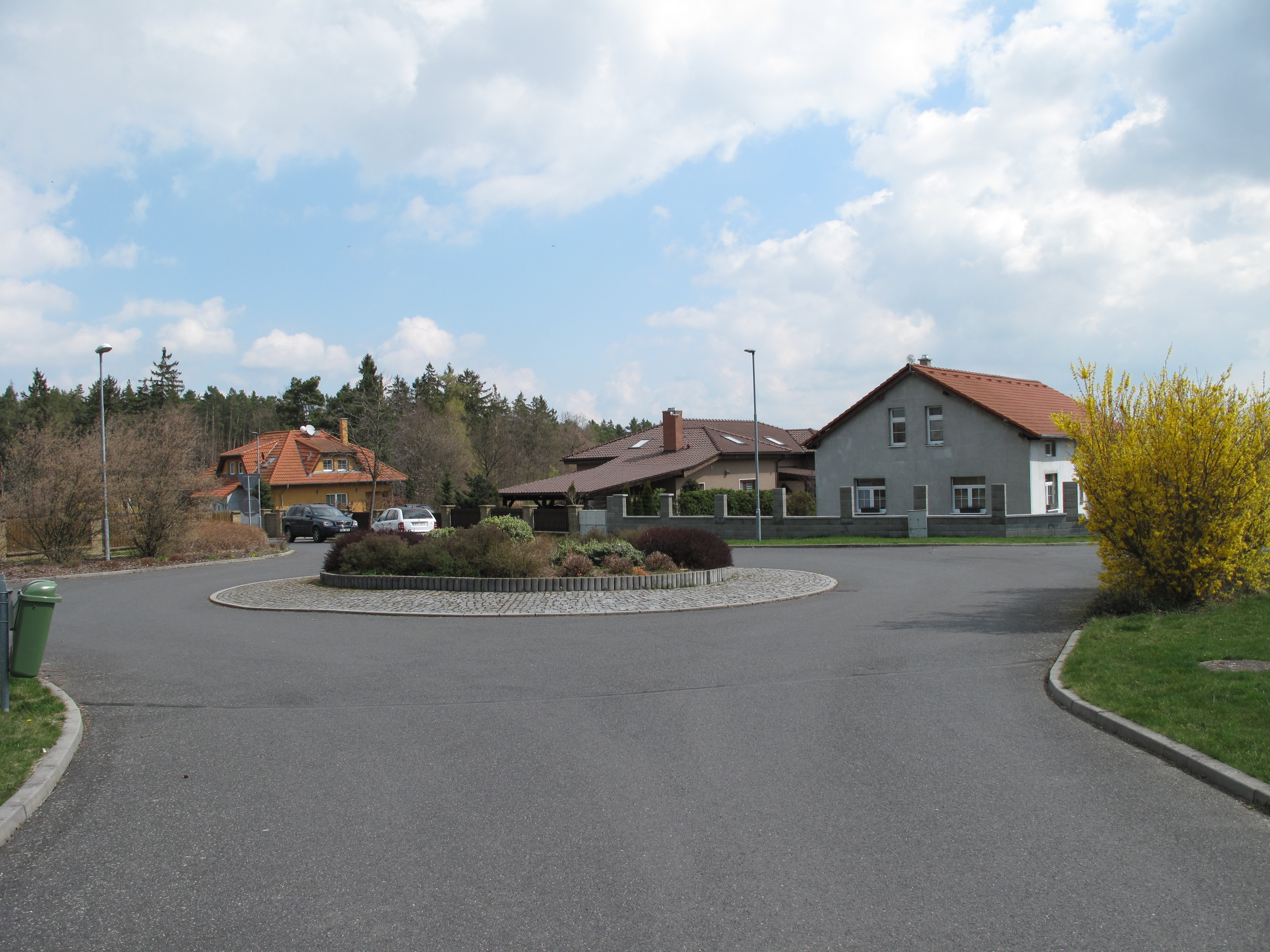